# Брикі (Сім'ятицький повіт)
Брикі (пол. Bryki) — село в Польщі, у гміні Дорогичин Сім'ятицького повіту Підляського воєводства.
Населення — 101 особа (2011).
У 1975-1998 роках село належало до Білостоцького воєводства.

## Демографія
Демографічна структура станом на 31 березня 2011 року:
|          | Загалом | Допрацездатний вік | Працездатний вік | Постпрацездатний вік |
| -------- | ------- | ------------------ | ---------------- | -------------------- |
| Чоловіки | 57      | 8                  | 38               | 11                   |
| Жінки    | 44      | 6                  | 25               | 13                   |
| Разом    | 101     | 14                 | 63               | 24                   |